# Posyłam Was
Posyłam Was – kwartalnik Pallotyńskiego Sekretariatu Misyjnego Prowincji Chrystusa Króla ukazujący się od 1991. Poświęcony tematyce misyjnej reewangelizacyjnej w krajach Europy Wschodniej. Czasopismo to jest adresowane do współpracowników misyjnych, współpracowników „Pomostu” oraz wszystkich zainteresowanych misjami i nową ewangelizacją.